# Sutra do Diamante

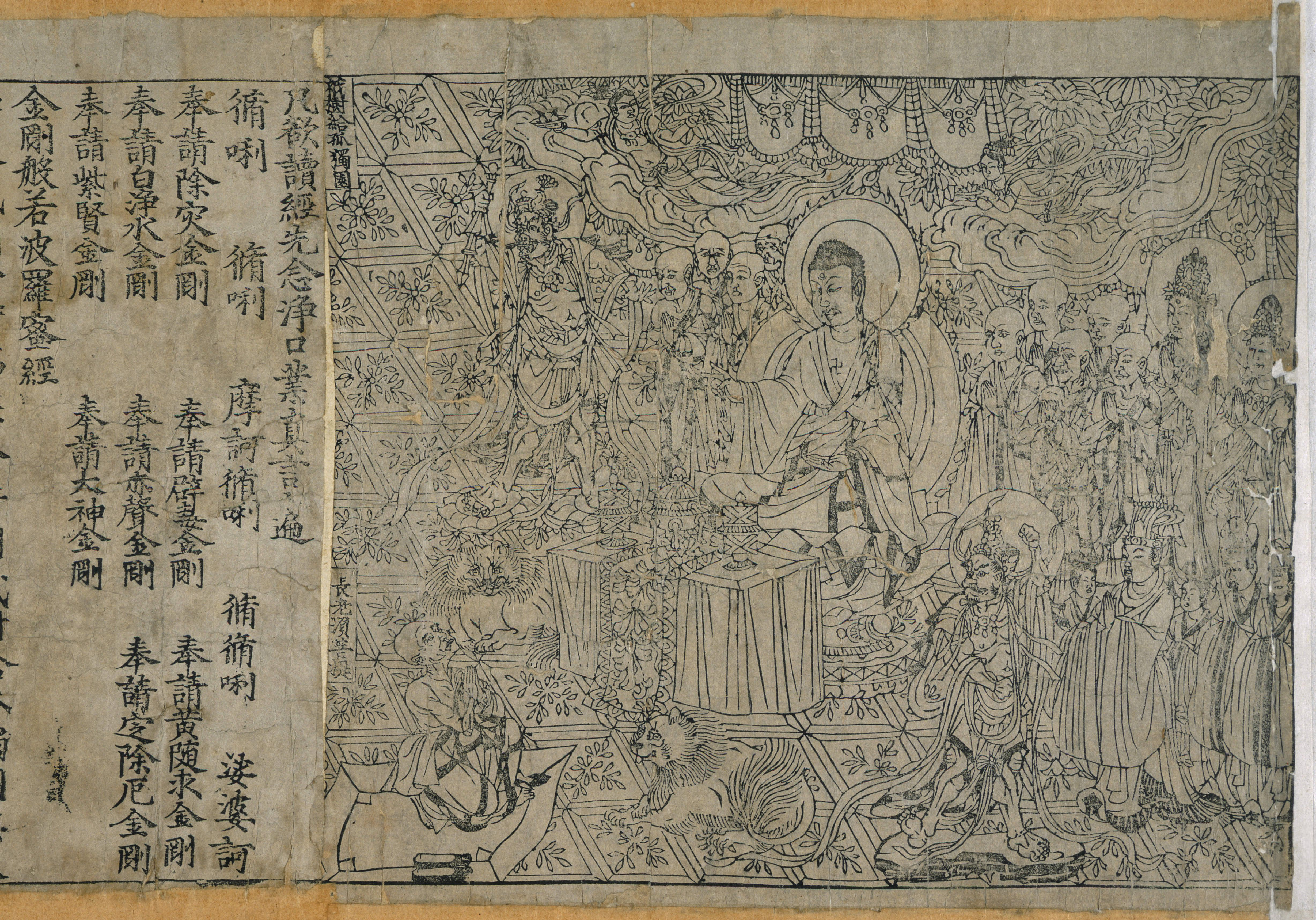
Linha de frente do Sūtra do Diamante Chinês, impresso no 9º ano da Era Xiantong da Dinastia Tang, ou seja, 868 EC, o mais antigo livro impresso datado conhecido no mundo. Biblioteca Britânica.

O Sutra do Diamante (sânscrito: Vajracchedikā Prajñāpāramitā Sūtra) é um sutra Mahāyāna (budista) do gênero dos sutras Prajñāpāramitā ('perfeição da sabedoria'). Traduzido para uma variedade de idiomas em uma ampla faixa geográfica, a Sutra do Diamante é um dos sutras Mahayana mais influentes no leste da Ásia e é particularmente proeminente na tradição Chan (ou Zen), junto com o Sutra do Coração.

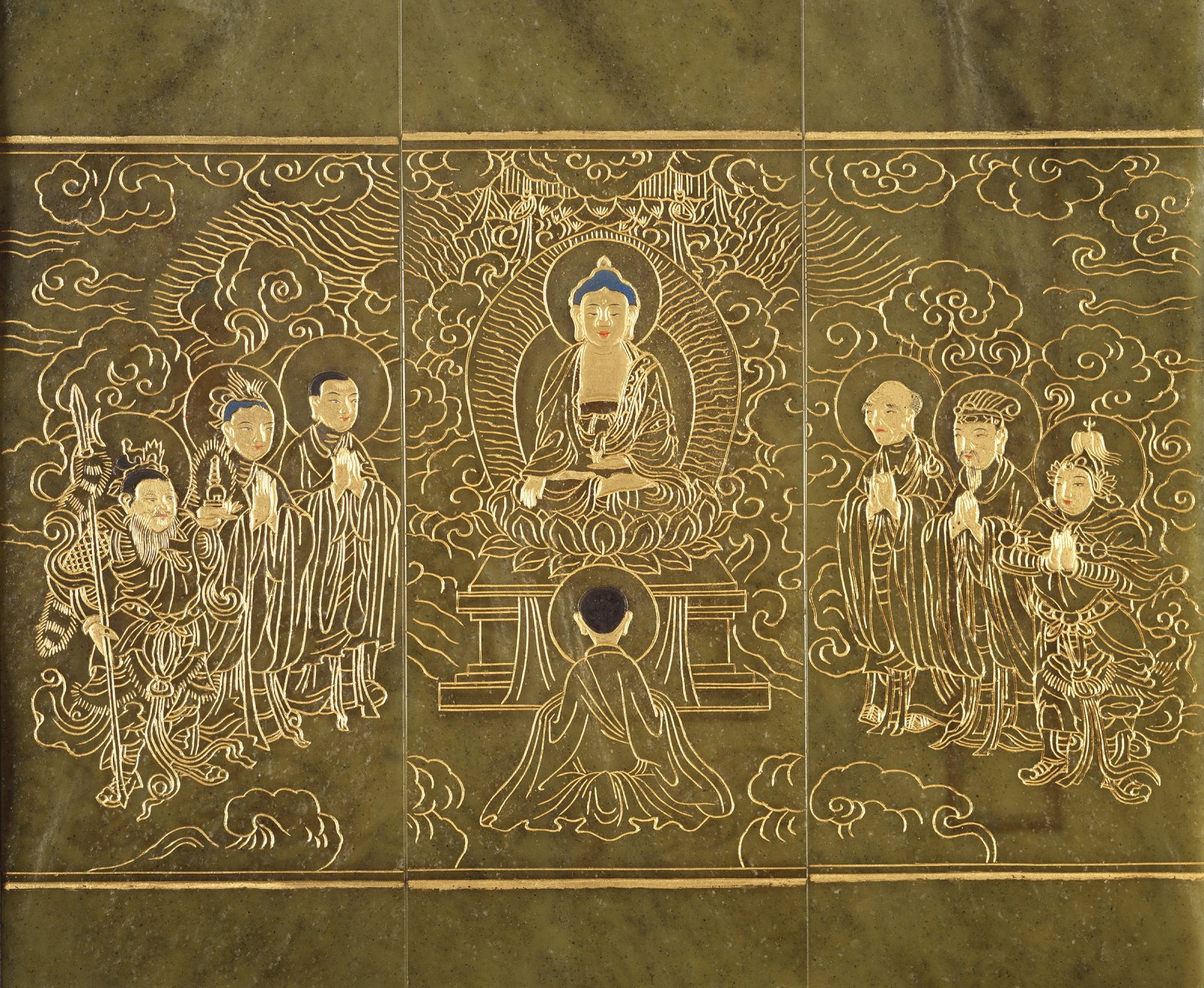
Frontispício do Sūtra do Diamante escrito em chinês, gravado e dourado em jade nefrita. China, 1732. Biblioteca Chester Beatty

Uma cópia da dinastia Tang - versão chinesa do Sutra do Diamante foi encontrada entre os manuscritos de Dunhuang em 1900 pelo monge taoísta Wang Yuanlu e vendida para Aurel Stein em 1907. Eles são datados de 11 de maio de 868. É é, nas palavras da Biblioteca Britânica, "o livro impresso mais antigo".
É também o primeiro trabalho criativo conhecido com uma dedicatória explícita de domínio público, já que seu colofão no final afirma que foi criado "para distribuição gratuita universal".